# Liste des joueurs du RCS La Forestoise
Cette liste reprend les 183 joueurs de football qui ont évolué au R. CS La Forestoise depuis la fondation du club et jusqu'à sa disparition.
- Haut – A
- B
- C
- D
- E
- F
- G
- H
- I
- J
- K
- L
- M
- N
- O
- P
- Q
- R
- S
- T
- U
- V
- W
- X
- Y
- Z

## A
| Joueur             | Nationalité | Position | Date de naissance | Période(s) | Matches (dont D1) | Buts | Jaunes | Rouges |
| ------------------ | ----------- | -------- | ----------------- | ---------- | ----------------- | ---- | ------ | ------ |
| Rachid Abid        | Belgique    | ?        | 27/09/1967        | 1990-1991  | 0 (0)             | 0    | 0      | 0      |
| Edmond Agneessens  | Belgique    | ?        | ?                 | 1926-1927  | 6 (6)             | 0    | 0      | 0      |
| Rudi Andries       | Belgique    | ?        | 30/01/1962        | 1984-1985  | 0 (0)             | 0    | 0      | 0      |
| Filippe Antonissen | Belgique    | ?        | 19/08/1963        | 1989-1990  | 0 (0)             | 0    | 0      | 0      |

## B
| Joueur               | Nationalité | Position  | Date de naissance | Période(s) | Matches (dont D1) | Buts | Jaunes | Rouges |
| -------------------- | ----------- | --------- | ----------------- | ---------- | ----------------- | ---- | ------ | ------ |
| Quemal Bakalli       | Belgique    | ?         | 26/03/1962        | 1980-1984  | 0 (0)             | 0    | 0      | 0      |
| Willy Bauwens        | Belgique    | ?         | ?                 | 1943-1944  | 0 (0)             | 0    | 0      | 0      |
| Rachid Bergallou     | Belgique    | ?         | ?                 | 1978-1979  | 0 (0)             | 0    | 0      | 0      |
| Faouzi Berriche      | Belgique    | ?         | 27/09/1967        | 1991-1992  | 0 (0)             | 0    | 0      | 0      |
| Adrien Bilnock       | Belgique    | ?         | ?                 | 1943-1947  | 0 (0)             | 0    | 0      | 0      |
| Celik Birkan         | Belgique    | ?         | 13/03/1979        | 1989-1990  | 0 (0)             | 0    | 0      | 0      |
| Robert Bonga Bonga   | Zaïre       | Attaquant | 9/02/1965         | 1987-1991  | 27 (0)            | 14   | 0      | 0      |
| Henri Boogaerts      | Belgique    | ?         | 4/02/1915         | 1942-1946  | 0 (0)             | 0    | 0      | 0      |
| Jean Boone           | Belgique    | ?         | ?                 | 1943-1944  | 1 (1)             | 0    | 0      | 0      |
| Rene Bosmans         | Belgique    | ?         | ?                 | 1943-1944  | 0 (0)             | 0    | 0      | 0      |
| Auguste Bouchonville | Belgique    | ?         | ?                 | 1926-1928  | 25 (25)           | 0    | 0      | 0      |
| Hugo Bouchonville    | Belgique    | ?         | ?                 | 1945-1947  | 0 (0)             | 0    | 0      | 0      |
| Raymond Braine       | Belgique    | Attaquant | 28/04/1907        | 1943-1944  | 0 (0)             | 0    | 0      | 0      |

## C
| Joueur                 | Nationalité | Position          | Date de naissance | Période(s)           | Matches (dont D1) | Buts | Jaunes | Rouges |
| ---------------------- | ----------- | ----------------- | ----------------- | -------------------- | ----------------- | ---- | ------ | ------ |
| Enrique Calatayud      | Belgique    | ?                 | 11/03/1952        | 1974-1975            | 0 (0)             | 0    | 0      | 0      |
| Jean-Baptiste Cammaert | Belgique    | ?                 | ?                 | 1926-1927            | 26 (26)           | 0    | 0      | 0      |
| Eddy Cardon            | Belgique    | ?                 | 7/07/1961         | 1991-1992            | 0 (0)             | 0    | 0      | 0      |
| Jean-Baptiste Caudron  | Belgique    | ?                 | ?                 | 1926-1928            | 24 (24)           | 3    | 0      | 0      |
| Bircan Celik           | Belgique    | ?                 | 13/03/1971        | 1990-1992            | 21 (0)            | 0    | 0      | 0      |
| Patrick Chabert        | Belgique    | ?                 | 29/10/1965        | 1986-1988            | 0 (0)             | 0    | 0      | 0      |
| Jean Christians        | Belgique    | ?                 | ?                 | 1943-1944            | 10 (10)           | 4    | 0      | 0      |
| Marc Cornille          | Belgique    | ?                 | 1/07/1954         | 1978-1979, 1980-1983 | 0 (0)             | 0    | 0      | 0      |
| Joël Crahay            | Belgique    | Milieu de terrain | 14/07/1962        | 1980-1984            | 0 (0)             | 0    | 0      | 0      |
| Jean Crèvecœur         | Belgique    | ?                 | ?                 | 1926-1927            | 2 (2)             | 1    | 0      | 0      |
| François Crol          | Belgique    | ?                 | ?                 | 1926-1928            | 25 (25)           | 1    | 0      | 0      |

## Jean-Charles DEPIESSE
| Joueur                | Nationalité | Position  | Date de naissance | Période(s) | Matches (dont D1) | Buts | Jaunes | Rouges |
| --------------------- | ----------- | --------- | ----------------- | ---------- | ----------------- | ---- | ------ | ------ |
| Patrick Daelemans     | Belgique    | ?         | 5/08/1961         | 1982-1992  | 59 (0)            | 0    | 1      | 1      |
| Stefan Daelemans      | Belgique    | ?         | 20/11/1968        | 1988-1991  | 0 (0)             | 0    | 0      | 0      |
| Gustave Joseph Daye   | Belgique    | ?         | ?                 | 1946-1947  | 8 (8)             | 1    | 0      | 0      |
| Michel De Bande       | Belgique    | ?         | 2/08/1961         | 1984-1987  | 0 (0)             | 0    | 0      | 0      |
| Andre De Bie          | Belgique    | ?         | ?                 | 1926-1927  | 12 (12)           | 3    | 0      | 0      |
| Jan De Bie            | Belgique    | ?         | ?                 | 1943-1949  | 0 (0)             | 0    | 0      | 0      |
| Gustaaf De Boeck      | Belgique    | ?         | ?                 | 1942-1944  | 0 (0)             | 0    | 0      | 0      |
| Guy De Poortere       | Belgique    | ?         | 8/10/1948         | 1980-1981  | 0 (0)             | 0    | 0      | 0      |
| Daniel De Temmerman   | Belgique    | ?         | 10/05/1953        | 1980-1986  | 0 (0)             | 0    | 0      | 0      |
| François De Vogelaar  | Belgique    | ?         | ?                 | 1943-1947  | 0 (0)             | 0    | 0      | 0      |
| François De Vries     | Belgique    | Attaquant | 21/08/1913        | 1942-1944  | 0 (0)             | 0    | 0      | 0      |
| Stefan Degauquier     | Belgique    | ?         | 22/10/1967        | 1987-1992  | 52 (0)            | 6    | 3      | 0      |
| André Deldicq         | Belgique    | Défenseur | 03/08/1957        | 1977-1978  | 12 (0)            | 1    | 3      | 0      |
| Louis Dehaut          | Belgique    | ?         | 12/08/1918        | 1946-1947  | 0 (0)             | 0    | 0      | 0      |
| Jean-Claude Delmoitie | Belgique    | ?         | 3/06/1967         | 1988-1990  | 0 (0)             | 0    | 0      | 0      |
| Albert Demesmaecker   | Belgique    | ?         | ?                 | 1943-1944  | 7 (7)             | 0    | 0      | 0      |
| Ringo Denisson        | Belgique    | ?         | 20/09/1961        | 1991-1992  | 0 (0)             | 0    | 0      | 0      |
| Christian Denolf      | Belgique    | ?         | ?                 | 1974-1975  | 0 (0)             | 0    | 0      | 0      |
| Marcel Denolf         | Belgique    | ?         | ?                 | 1942-1944  | 0 (0)             | 0    | 0      | 0      |
| Stéphane Depotbecker  | Belgique    | ?         | 6/02/1954         | 1976-1977  | 0 (0)             | 0    | 0      | 0      |
| Claude Deproot        | Belgique    | ?         | 18/07/1956        | 1987-1990  | 0 (0)             | 0    | 0      | 0      |
| Michel Depuydt        | Belgique    | ?         | 9/03/1964         | 1990-1991  | 24 (0)            | 1    | 3      | 0      |
| Michel Desmecht       | Belgique    | ?         | 10/01/1950        | 1984-1985  | 0 (0)             | 0    | 0      | 0      |
| Daniel Despiegeleer   | Belgique    | ?         | 7/07/1960         | 1982-1985  | 0 (0)             | 0    | 0      | 0      |
| Thierry Devos         | Belgique    | ?         | 28/05/1971        | 1990-1992  | 14 (0)            | 1    | 0      | 0      |
| Didier Dezutter       | Belgique    | ?         | 12/05/1969        | 1989-1991  | 0 (0)             | 0    | 0      | 0      |
| Willy D'Helft         | Belgique    | ?         | 2/03/1963         | 1982-1983  | 0 (0)             | 0    | 0      | 0      |
| Christian Dubois      | Belgique    | ?         | ?                 | 1983-1984  | 0 (0)             | 0    | 0      | 0      |

## E
| Joueur             | Nationalité | Position | Date de naissance | Période(s) | Matches (dont D1) | Buts | Jaunes | Rouges |
| ------------------ | ----------- | -------- | ----------------- | ---------- | ----------------- | ---- | ------ | ------ |
| Jamall El Fourkati | Belgique    | ?        | 2/07/1967         | 1987-1989  | 0 (0)             | 0    | 0      | 0      |
| Mohamed El Khaoui  | Belgique    | ?        | 10/11/1965        | 1984-1992  | 23 (0)            | 0    | 4      | 0      |
| Gustave Elsocht    | Belgique    | ?        | ?                 | 1926-1928  | 16 (16)           | 6    | 0      | 0      |
| Jean Elsocht       | Belgique    | ?        | 5/06/1910         | 1942-1943  | 0 (0)             | 0    | 0      | 0      |
| Maurice Elsocht    | Belgique    | ?        | ?                 | 1953-1954  | 0 (0)             | 0    | 0      | 0      |
| Carlo Evangelisti  | Belgique    | ?        | 18/08/1960        | 1980-1984  | 0 (0)             | 0    | 0      | 0      |

## F
| Joueur                  | Nationalité | Position  | Date de naissance | Période(s) | Matches (dont D1) | Buts | Jaunes | Rouges |
| ----------------------- | ----------- | --------- | ----------------- | ---------- | ----------------- | ---- | ------ | ------ |
| Francesco Ferrera-Caro  | Belgique    | ?         | 29/01/1955        | 1988-1990  | 0 (0)             | 0    | 0      | 0      |
| Yvan Feyaerts           | Belgique    | ?         | 24/12/1968        | 1989-1990  | 0 (0)             | 0    | 0      | 0      |
| Jean Fievez             | Belgique    | Attaquant | 30/11/1910        | 1930-1936  | 0 (0)             | 0    | 0      | 0      |
| Bernard Fretin          | Belgique    | ?         | 30/01/1949        | 1977-1978  | 0 (0)             | 0    | 0      | 0      |
| Steven Fromont          | Belgique    | ?         | ?                 | 1984-1985  | 0 (0)             | 0    | 0      | 0      |
| Olivier Fuentes-Delgado | Belgique    | ?         | 22/08/1971        | 1990-1991  | 16 (0)            | 0    | 1      | 1      |

## G
| Joueur             | Nationalité | Position  | Date de naissance | Période(s) | Matches (dont D1) | Buts | Jaunes | Rouges |
| ------------------ | ----------- | --------- | ----------------- | ---------- | ----------------- | ---- | ------ | ------ |
| Thierry Gabrielli  | Belgique    | ?         | ?                 | 1984-1985  | 0 (0)             | 0    | 0      | 0      |
| Auguste Geboes     | Belgique    | ?         | ?                 | 1926-1927  | 11 (11)           | 3    | 0      | 0      |
| Albert Geerts      | Belgique    | ?         | ?                 | 1942-1943  | 1 (1)             | 0    | 0      | 0      |
| Philippe Geldhof   | Belgique    | ?         | 8/02/1972         | 1990-1992  | 2 (0)             | 0    | 0      | 0      |
| Robert Gérard      | Belgique    | Défenseur | 23/12/1920        | 1956-1957  | 0 (0)             | 0    | 0      | 0      |
| Didier Geritzen    | Belgique    | ?         | 31/01/1971        | 1991-1992  | 0 (0)             | 0    | 0      | 0      |
| Eric Geritzen      | Belgique    | ?         | 17/11/1972        | 1990-1992  | 44 (0)            | 1    | 4      | 0      |
| Yves Goeres        | Belgique    | ?         | 9/10/1967         | 1989-1992  | 4 (0)             | 0    | 0      | 0      |
| Constant Gritzelis | Belgique    | ?         | 8/01/1954         | 1974-1975  | 0 (0)             | 0    | 0      | 0      |
| Serge Grun         | Belgique    | ?         | ?                 | 1982-1983  | 0 (0)             | 0    | 0      | 0      |

## H
| Joueur                    | Nationalité | Position | Date de naissance | Période(s) | Matches (dont D1) | Buts | Jaunes | Rouges |
| ------------------------- | ----------- | -------- | ----------------- | ---------- | ----------------- | ---- | ------ | ------ |
| Said Haddouche            | Belgique    | ?        | 13/07/1952        | 1980-1981  | 0 (0)             | 0    | 0      | 0      |
| André Hannaert            | Belgique    | ?        | ?                 | 1946-1947  | 1 (1)             | 0    | 0      | 0      |
| Jean Harnie               | Belgique    | ?        | ?                 | 1942-1946  | 0 (0)             | 0    | 0      | 0      |
| François Isidore Heremans | Belgique    | ?        | ?                 | 1945-1946  | 1 (1)             | 0    | 0      | 0      |
| Eric Heymans              | Belgique    | ?        | 24/02/1952        | 1982-1984  | 0 (0)             | 0    | 0      | 0      |
| Charles Hofman            | Belgique    | ?        | 13/12/1950        | 1982-1983  | 0 (0)             | 0    | 0      | 0      |
| Philippe Honhon           | Belgique    | ?        | 3/11/1962         | 1987-1988  | 0 (0)             | 0    | 0      | 0      |
| Henri Honkeleer           | Belgique    | ?        | ?                 | 1926-1927  | 1 (1)             | 1    | 0      | 0      |
| Pascal Hottois            | Belgique    | ?        | 6/03/1967         | 1986-1991  | 0 (0)             | 0    | 0      | 0      |
| Mario Huls                | Belgique    | ?        | 25/01/1969        | 1988-1989  | 0 (0)             | 0    | 0      | 0      |
| Emile Huvenne             | Belgique    | ?        | ?                 | 1945-1947  | 0 (0)             | 0    | 0      | 0      |

## I
| Joueur             | Nationalité | Position | Date de naissance | Période(s) | Matches (dont D1) | Buts | Jaunes | Rouges |
| ------------------ | ----------- | -------- | ----------------- | ---------- | ----------------- | ---- | ------ | ------ |
| Argue José Infante | Belgique    | ?        | 26/07/1960        | 1981-1992  | 29 (0)            | 0    | 0      | 0      |

## J
| Joueur               | Nationalité | Position | Date de naissance | Période(s) | Matches (dont D1) | Buts | Jaunes | Rouges |
| -------------------- | ----------- | -------- | ----------------- | ---------- | ----------------- | ---- | ------ | ------ |
| Anthony Jacobs       | Belgique    | ?        | 16/05/1968        | 1988-1991  | 5 (0)             | 0    | 0      | 0      |
| Henri Jacobs         | Belgique    | ?        | 18/09/1956        | 1983-1990  | 0 (0)             | 0    | 0      | 0      |
| Philippe Jacqmin     | Belgique    | ?        | 7/09/1963         | 1982-1990  | 0 (0)             | 0    | 0      | 0      |
| Clément Janssens     | Belgique    | ?        | ?                 | 1926-1927  | 26 (26)           | 0    | 0      | 0      |
| Jean-Pierre Janssens | Belgique    | ?        | 16/09/1937        | 1971-1972  | 0 (0)             | 0    | 0      | 0      |
| Patrick Janssens     | Belgique    | ?        | ?                 | 1982-1985  | 0 (0)             | 0    | 0      | 0      |
| Serge Janssens       | Belgique    | ?        | 1/02/1972         | 1991-1992  | 1 (0)             | 0    | 0      | 0      |
| Stéphane Janssens    | Belgique    | ?        | 13/02/1966        | 1990-1991  | 28 (0)            | 0    | 2      | 0      |
| Raymond Jeanlin      | Belgique    | ?        | ?                 | 1943-1946  | 0 (0)             | 0    | 0      | 0      |
| Milos Jelenek        | Belgique    | ?        | 24/05/1964        | 1989-1990  | 0 (0)             | 0    | 0      | 0      |
| Jean Johan           | Belgique    | ?        | ?                 | 1943-1944  | 3 (3)             | 2    | 0      | 0      |

## K
| Joueur           | Nationalité | Position | Date de naissance | Période(s) | Matches (dont D1) | Buts | Jaunes | Rouges |
| ---------------- | ----------- | -------- | ----------------- | ---------- | ----------------- | ---- | ------ | ------ |
| Jimmy Kabongo    | Belgique    | ?        | ?                 | 1982-1983  | 0 (0)             | 0    | 0      | 0      |
| Yvan Keppens     | Belgique    | ?        | 26/09/1958        | 1979-1981  | 0 (0)             | 0    | 0      | 0      |
| Willy Kettermans | Belgique    | ?        | ?                 | 1949-1952  | 0 (0)             | 0    | 0      | 0      |
| Christian Kino   | Belgique    | ?        | 5/07/1957         | 1985-1987  | 0 (0)             | 0    | 0      | 0      |
| Jean Knop        | Belgique    | ?        | ?                 | 1926-1928  | 25 (25)           | 2    | 0      | 0      |
| Zacharie Konkwe  | Belgique    | ?        | 9/01/1943         | 1969-1970  | 0 (0)             | 0    | 0      | 0      |

## L
| Joueur             | Nationalité | Position          | Date de naissance | Période(s) | Matches (dont D1) | Buts | Jaunes | Rouges |
| ------------------ | ----------- | ----------------- | ----------------- | ---------- | ----------------- | ---- | ------ | ------ |
| Abdel Lahmidi      | Belgique    | ?                 | 21/04/1970        | 1991-1992  | 25 (0)            | 2    | 1      | 0      |
| Florent Lambrechts | Belgique    | Milieu de terrain | 25/03/1910        | 1942-1946  | 0 (0)             | 0    | 0      | 0      |
| Christian Lauwers  | Belgique    | ?                 | 15/08/1946        | 1977-1978  | 0 (0)             | 0    | 0      | 0      |
| Jean Liénard       | Belgique    | ?                 | ?                 | 1926-1927  | 1 (1)             | 1    | 0      | 0      |
| Stéphane Logis     | Belgique    | ?                 | 30/10/1958        | 1989-1990  | 0 (0)             | 0    | 0      | 0      |
| Luiz Loritte       | Belgique    | ?                 | ?                 | 1983-1985  | 0 (0)             | 0    | 0      | 0      |
| Thierry Lucas      | Belgique    | ?                 | 12/09/1968        | 1988-1991  | 0 (0)             | 0    | 0      | 0      |

## M
| Joueur                  | Nationalité | Position          | Date de naissance | Période(s) | Matches (dont D1) | Buts | Jaunes | Rouges |
| ----------------------- | ----------- | ----------------- | ----------------- | ---------- | ----------------- | ---- | ------ | ------ |
| Joe Maca                | États-Unis  | Défenseur         | 28/09/1920        | 1942-1947  | 0 (0)             | 0    | 0      | 0      |
| José Macarro            | Belgique    | ?                 | 15/01/1965        | 1984-1987  | 0 (0)             | 0    | 0      | 0      |
| Raoul Macenido          | Belgique    | ?                 | 21/10/1963        | 1984-1985  | 0 (0)             | 0    | 0      | 0      |
| Geza José Maklary       | Belgique    | ?                 | 10/01/1963        | 1982-1984  | 0 (0)             | 0    | 0      | 0      |
| Max Manconi             | Belgique    | ?                 | 24/01/1970        | 1990-1992  | 19 (0)            | 1    | 0      | 0      |
| Saturnino Marquez Soria | Belgique    | ?                 | 8/03/1950         | 1976-1980  | 0 (0)             | 0    | 0      | 0      |
| Petrus Mathyssens       | Belgique    | ?                 | ?                 | 1942-1943  | 0 (0)             | 0    | 0      | 0      |
| Émile Meert             | Belgique    | ?                 | ?                 | 1926-1928  | 0 (0)             | 0    | 0      | 0      |
| José Menacho            | Belgique    | ?                 | ?                 | 1986-1987  | 0 (0)             | 0    | 0      | 0      |
| Pierre Michiels         | Belgique    | ?                 | ?                 | 1943-1944  | 0 (0)             | 0    | 0      | 0      |
| Thierry Milan           | Belgique    | ?                 | 25/10/1967        | 1991-1992  | 29 (0)            | 1    | 0      | 0      |
| Xavier Moreno           | Belgique    | ?                 | 31/12/1969        | 1989-1991  | 0 (0)             | 0    | 0      | 0      |
| Jean Mosselmans         | Belgique    | ?                 | 29/01/1925        | 1942-1944  | 0 (0)             | 0    | 0      | 0      |
| Noureddine Moukrim      | Maroc       | Milieu de terrain | 16/02/1966        | 1985-1987  | 0 (0)             | 0    | 0      | 0      |
| Charles Mvom Onana      | Belgique    | ?                 | 10/10/1962        | 1990-1991  | 0 (0)             | 0    | 0      | 0      |

## N
| Joueur                | Nationalité | Position | Date de naissance | Période(s) | Matches (dont D1) | Buts | Jaunes | Rouges |
| --------------------- | ----------- | -------- | ----------------- | ---------- | ----------------- | ---- | ------ | ------ |
| Jose Narciandi Cordes | Belgique    | ?        | 12/06/1973        | 1991-1992  | 5 (0)             | 1    | 0      | 0      |
| Robert Nicoletto      | Belgique    | ?        | 18/09/1966        | 1991-1992  | 0 (0)             | 0    | 0      | 0      |
| Pierre Notte          | Belgique    | ?        | ?                 | 1926-1928  | 0 (0)             | 0    | 0      | 0      |

## P
| Joueur           | Nationalité | Position | Date de naissance | Période(s) | Matches (dont D1) | Buts | Jaunes | Rouges |
| ---------------- | ----------- | -------- | ----------------- | ---------- | ----------------- | ---- | ------ | ------ |
| Fabrizio Pacitti | Belgique    | ?        | 30/06/1970        | 1991-1992  | 30 (0)            | 10   | 1      | 0      |
| Alain Pacques    | Belgique    | ?        | ?                 | 1985-1986  | 0 (0)             | 0    | 0      | 0      |
| Alain Paques     | Belgique    | ?        | 8/01/1964         | 1986-1991  | 24 (0)            | 4    | 1      | 0      |
| Louis Peffer     | Belgique    | ?        | 5/09/1907         | 1942-1944  | 16 (16)           | 0    | 0      | 0      |
| Alain Pierot     | Belgique    | ?        | 2/04/1970         | 1991-1992  | 26 (0)            | 5    | 3      | 1      |
| Robert Pisson    | Belgique    | ?        | ?                 | 1984-1985  | 0 (0)             | 0    | 0      | 0      |

## R
| Joueur             | Nationalité | Position | Date de naissance | Période(s) | Matches (dont D1) | Buts | Jaunes | Rouges |
| ------------------ | ----------- | -------- | ----------------- | ---------- | ----------------- | ---- | ------ | ------ |
| Karim Ramy         | Belgique    | ?        | 6/07/1968         | 1990-1992  | 0 (0)             | 0    | 0      | 0      |
| Jean-François Remy | Belgique    | ?        | 15/06/1965        | 1991-1992  | 13 (0)            | 0    | 1      | 1      |
| Patrick Respen     | Belgique    | ?        | 29/01/1963        | 1987-1992  | 0 (0)             | 0    | 0      | 0      |
| Abdelmid Rkiouak   | Belgique    | ?        | 17/09/1970        | 1990-1991  | 0 (0)             | 0    | 0      | 0      |
| Willy Ronsse       | Belgique    | ?        | ?                 | 1942-1947  | 0 (0)             | 0    | 0      | 0      |
| Jean Rurangawa     | Belgique    | ?        | 23/03/1966        | 1990-1991  | 3 (0)             | 0    | 0      | 0      |

## S
| Joueur                  | Nationalité | Position | Date de naissance | Période(s) | Matches (dont D1) | Buts | Jaunes | Rouges |
| ----------------------- | ----------- | -------- | ----------------- | ---------- | ----------------- | ---- | ------ | ------ |
| Haluk Sahin             | Belgique    | ?        | 2/04/1970         | 1991-1992  | 6 (0)             | 0    | 0      | 0      |
| François Sanchez-Castro | Belgique    | ?        | 2/11/1964         | 1988-1989  | 0 (0)             | 0    | 0      | 0      |
| Victor Schneidewind     | Belgique    | ?        | 27/09/1962        | 1982-1984  | 0 (0)             | 0    | 0      | 0      |
| Marc Schonnartz         | Belgique    | ?        | 12/10/1964        | 1990-1991  | 2 (0)             | 0    | 0      | 0      |
| Mofti Slimi             | Belgique    | ?        | 8/07/1968         | 1990-1991  | 8 (0)             | 1    | 0      | 0      |
| Jean Smets              | Belgique    | ?        | 23/11/1960        | 1982-1992  | 56 (0)            | 0    | 1      | 0      |
| Alain Soetaert          | Belgique    | ?        | 8/12/1962         | 1980-1985  | 0 (0)             | 0    | 0      | 0      |
| Georges Strenaer        | Belgique    | ?        | ?                 | 1945-1947  | 0 (0)             | 0    | 0      | 0      |
| Eric Stroobants         | Belgique    | ?        | 12/03/1955        | 1979-1985  | 0 (0)             | 0    | 0      | 0      |
| Guido Stroobants        | Belgique    | ?        | ?                 | 1983-1986  | 0 (0)             | 0    | 0      | 0      |
| Alcade Angel Suares     | Belgique    | ?        | 14/06/1964        | 1986-1992  | 49 (0)            | 2    | 1      | 0      |
| Eduardo Suarez Torres   | Belgique    | ?        | 13/12/1959        | 1985-1992  | 48 (0)            | 5    | 2      | 0      |

## T
| Joueur              | Nationalité | Position | Date de naissance | Période(s) | Matches (dont D1) | Buts | Jaunes | Rouges |
| ------------------- | ----------- | -------- | ----------------- | ---------- | ----------------- | ---- | ------ | ------ |
| Christian Teirbrood | Belgique    | ?        | 14/08/1953        | 1973-1979  | 0 (0)             | 0    | 0      | 0      |
| François Theys      | Belgique    | ?        | ?                 | 1942-1947  | 0 (0)             | 0    | 0      | 0      |
| François Troch      | Belgique    | ?        | ?                 | 1942-1947  | 0 (0)             | 0    | 0      | 0      |
| Guillaume Troch     | Belgique    | ?        | ?                 | 1942-1947  | 0 (0)             | 0    | 0      | 0      |
| Eric Truyens        | Belgique    | ?        | 9/03/1961         | 1986-1991  | 25 (0)            | 0    | 2      | 0      |

## V
| Joueur                   | Nationalité | Position  | Date de naissance | Période(s) | Matches (dont D1) | Buts | Jaunes | Rouges |
| ------------------------ | ----------- | --------- | ----------------- | ---------- | ----------------- | ---- | ------ | ------ |
| Jan Van Campenhout       | Belgique    | ?         | 25/11/1956        | 1985-1988  | 0 (0)             | 0    | 0      | 0      |
| Michel Van Campenhout    | Belgique    | ?         | ?                 | 1984-1985  | 0 (0)             | 0    | 0      | 0      |
| Eddy Van De Mert         | Belgique    | ?         | 6/12/1957         | 1978-1979  | 0 (0)             | 0    | 0      | 0      |
| Leopold Van Der Maele    | Belgique    | ?         | ?                 | 1942-1946  | 0 (0)             | 0    | 0      | 0      |
| Danny Van Der Meirsch    | Belgique    | ?         | 18/05/1957        | 1982-1983  | 0 (0)             | 0    | 0      | 0      |
| Marcel Van Dingenen      | Belgique    | ?         | 25/01/1947        | 1973-1974  | 0 (0)             | 0    | 0      | 0      |
| Eduard Van Drom          | Belgique    | ?         | 23/04/1920        | 1942-1947  | 0 (0)             | 0    | 0      | 0      |
| Andre Van Hamme          | Belgique    | ?         | 7/09/1964         | 1985-1986  | 0 (0)             | 0    | 0      | 0      |
| Charles Van Hamme        | Belgique    | ?         | 3/07/1960         | 1982-1987  | 0 (0)             | 0    | 0      | 0      |
| Patrick Van Hove         | Belgique    | ?         | 25/01/1957        | 1980-1985  | 0 (0)             | 0    | 0      | 0      |
| Gommaire Van Kerckvoorde | Belgique    | ?         | ?                 | 1942-1947  | 0 (0)             | 0    | 0      | 0      |
| Jean Van Loy             | Belgique    | ?         | 13/01/1920        | 1942-1947  | 0 (0)             | 0    | 0      | 0      |
| Guido Van Pottelberghe   | Belgique    | Attaquant | 3/06/1941         | 1968-1970  | 0 (0)             | 0    | 0      | 0      |
| Jean-Pierre Vande Velde  | Belgique    | ?         | 10/01/1955        | 1986-1987  | 0 (0)             | 0    | 0      | 0      |
| Gino Vandendriessche     | Belgique    | ?         | ?                 | 1985-1987  | 0 (0)             | 0    | 0      | 0      |
| Didier Vangrieken        | Belgique    | ?         | 11/08/1969        | 1991-1992  | 7 (0)             | 0    | 0      | 0      |
| Raymundo Vassallo        | Belgique    | ?         | 23/04/1972        | 1991-1992  | 5 (0)             | 1    | 0      | 0      |
| Albert Vekens            | Belgique    | ?         | ?                 | 1926-1928  | 0 (0)             | 0    | 0      | 0      |
| Patrick Vercruysen       | Belgique    | ?         | 20/09/1964        | 1984-1985  | 0 (0)             | 0    | 0      | 0      |
| Fernand Verleysen        | Belgique    | ?         | 22/09/1944        | 1976-1981  | 0 (0)             | 0    | 0      | 0      |
| Dimitri Venetis          | Belgique    | ?         | 15/11/1976        | 1991-1992  | 9 (0)             | 0    | 0      | 0      |
| Bernard Veyu             | Belgique    | ?         | 20/08/1969        | 1991-1992  | 4 (0)             | 0    | 0      | 0      |
| Daniel Vigneront         | Belgique    | ?         | 4/01/1954         | 1977-1985  | 0 (0)             | 0    | 0      | 0      |

## W
| Joueur           | Nationalité | Position | Date de naissance | Période(s) | Matches (dont D1) | Buts | Jaunes | Rouges |
| ---------------- | ----------- | -------- | ----------------- | ---------- | ----------------- | ---- | ------ | ------ |
| Serge Wauters    | Belgique    | ?        | 26/09/1966        | 1985-1989  | 0 (0)             | 0    | 0      | 0      |
| Laurent Wintgens | Belgique    | ?        | 5/02/1968         | 1991-1992  | 1 (0)             | 0    | 0      | 0      |